# Scania
Scania Aktiebolag, tudi Scania AB ali samo Scania, je švedski proizvajalec tovornjakov, avtobusov, dizelskih motorjev in druge opreme. Podjetje je bilo ustanovljeno leta 1891 v Malmu, v švedski provinci Skåne. Od leta 1912 naprej je sedež v kraju Södertälje, v provinci Södermanland. Scania ima proizvodne obrate na Švedskem, v Franciji, na Nizozemskem, v Argentini, Braziliji, Poljski in Rusiji. V logotipu podjetja je grifin, iz grba province Skåne.
Septembra 2006 je nemški MAN AG ponudil 10,3 milijarde evrov za "sovražni" prevzem Scanie. Do prevzema ni prišlo, ima pa MAN okrog 17 % delnic v podjetju Scania. Največji delničar Scanie je Volkswagen Group s 70,94 % deležem.
- Scania A1 1901
- Scania Tip A Tonneau 1903
- Tovornjak Scania
- Scania R470
- Scania R500
- Gasilski tovornjak Scania P270
- Scania K230UB